# تيم وريل
تيم وريل (بالإنجليزية: Tim Worrell)‏ هو لاعب كرة قاعدة أمريكي، ولد في 5 يوليو 1967 في باسادينا في الولايات المتحدة.

## وصلات خارجية
- تيم وريل على موقع دوري كرة القاعدة الرئيسي (الإنجليزية)
- تيم وريل على موقعبيزبول رفرنس.كوم (الدوري الرئيسي) (الإنجليزية)
- تيم وريل على موقعبيزبول رفرنس.كوم (الدوري الثانوي) (الإنجليزية)
- تيم وريل على موقع إي إس بي إن.كوم (أم.أل.بي) (الإنجليزية)
- تيم وريل على موقع مشجعي الرسوم البيانية (الإنجليزية)